# Club Deportivo Alfredo Salinas
El Club Deportivo Alfredo Salinas es un club de fútbol del Perú del distrito de Yauri, provincia de Espinar, en el departamento del Cusco. Fue fundado el 2011 y juega en la Copa Perú.

## Historia
Fue fundado el 12 de diciembre de 2011 en homenaje a Alfredo Salinas Pérez que fue alcalde de la Provincia de Espinar y falleció en un accidente automovilístico en 2008.
En 2015 fue campeón de la Liga Departamental de Fútbol de Cusco, derrotando al histórico Deportivo Garcilaso. Ya en la Etapa Nacional de la Copa Perú, terminó en un meritorio 3° lugar, tras haber sido derrotado por Defensor La Bocana, quien al final se alzó con el título. Al año siguiente participó de la Segunda División Peruana 2016 donde terminó a mitad de tabla. 
En la Segunda División de 2018 finalizó en penúltimo lugar y descendió a la Copa Perú. Al año siguiente no participó de la Etapa Departamental del Cusco y se mantuvo inactivo los años siguientes.
En 2024 fue refundado como Club Deportivo Alianza Alfredo Salinas e inició su participación en la Copa Perú desde la liga de Pallpata. Llegó hasta la liguilla final de la Etapa Provincial donde terminó en quinto lugar y quedó eliminado, Al año siguente descendió a la segunda división distrital de Pallpata por no presentarse a sus partidos y perdiendo por WO.

## Uniforme
- Uniforme titular: Camiseta, pantalón y medias azul oscuro.
- Uniforme alternativo: Camiseta, pantalón y medias blancas.

### Uniforme titular
| 2016 - inicial | 2016 - final | 2017 | 2018 |

### Uniforme alterno
| 2016 | 2017 | 2018 |

### Indumentaria y patrocinador
| Periodo         | Proveedor |
| --------------- | --------- |
| 2015            | Urzu      |
| 2016            | NewLife   |
| 2016            | Palant    |
| 2017 - presente | Urzu      |

## Estadio
El Estadio Municipal de Espinar es un recinto deportivo ubicado en la ciudad de Yauri (a 3920 m s. n. m.), capital de la provincia de Espinar, Perú. Cuenta con una capacidad o aforo total para 12.000 espectadores.

## Datos del club
- Temporadas en Primera División: 0
- Temporadas en Segunda División: 3 (2016 - 2018).
- Mayor goleada conseguida:
  - En campeonatos nacionales de local: Alfredo Salinas 8:1 Unión Huaral (20 de noviembre de 2016)
  - En campeonatos nacionales de visita: Alianza Universidad 0-2 Alfredo Salinas (22 de mayo de 2016), Deportivo Coopsol 0-2 Alfredo Salinas (16 de julio de 2017)
- Mayor goleada recibida:
  - En campeonatos nacionales de local:  Alfredo Salinas 0:6 Deportivo Hualgayoc (21 de octubre de 2018)
  - En campeonatos nacionales de visita: Defensor La Bocana 9:0 Alfredo Salinas (5 de diciembre del 2015)

## Goleadores
Simbología : Goles anotados 

Mejores delanteros del Alfredo salinas en los diferentes campeonatos.
| Campeonato 2015                               | Jugador               | Equipo          | Goles anotados |
| --------------------------------------------- | --------------------- | --------------- | -------------- |
| Copa Perú Etapa Nacional                      | Abraham Quispe        | Alfredo Salinas | 7              |
| Copa Perú Etapa Nacional                      | César Zúñiga          | Alfredo Salinas | 6              |
| Copa Perú Etapa Nacional                      | Adhemir Villavicencio | Alfredo Salinas | 4              |
| Copa Perú Etapa Nacional                      | Tomás Zambrano        | Alfredo Salinas | 3              |
| Copa Perú Etapa Nacional                      | Ronald Armacta        | Alfredo Salinas | 3              |
| Última actualización: 20 de diciembre de 2015 |                       |                 |                |
| Campeonato 2016                               | Jugador               | Equipo          | Goles anotados |
| Segunda División                              | Miguel Vinces         | Alfredo Salinas | 12             |
| Segunda División                              | César Zambrano        | Alfredo Salinas | 12             |
| Segunda División                              | Luigi Marcos          | Alfredo Salinas | 6              |
| Última actualización: 15 de diciembre de 2016 |                       |                 |                |
| Campeonato 2017                               | Jugador               | Equipo          | Goles anotados |
| Segunda División                              | Ronald Armacta        | Alfredo Salinas | 6              |
| Segunda División                              | Conrrad Ruiz          | Alfredo Salinas | 5              |
| Segunda División                              | Andy Barrueto         | Alfredo Salinas | 4              |
| Última actualización: 19 de noviembre de 2017 |                       |                 |                |

## Entrenadores
Entrenadores del Club.
| Nombre              | Campeonatos                  |
| ------------------- | ---------------------------- |
| Paul Rodriguez      | 2011, 2012, 2013, 2014, 2015 |
| José Soto           | 2016                         |
| Lizandro Barbarán   | 2017                         |
| Ramón Daniel Castro | 2017                         |
| Alexis Prado        | 2017                         |
| Luis Llanos         | 2017                         |
| Jesús Oropesa       | 2018                         |
| Luis Revilla        | 2018                         |
| Juan Jayo Legario   | 2018                         |

## Palmarés

### Torneos regionales
| Competición regional              | Títulos | Subcampeonatos |
| --------------------------------- | ------- | -------------- |
| Liga Departamental de Cusco (1/0) | 2015.   |                |
| Liga Provincial de Espinar (0/1)  |         | 2015.          |
| Liga Distrital de Yauri (1/1)     | 2015.   | 2014.          |
| Liga Distrital de Pallpata (1/0)  | 2024.   |                |